# Taber

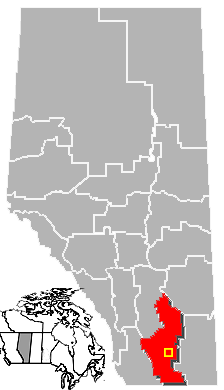
Localização de Taber em Alberta.

Taber é um município canadense localizado no sul da província de Alberta. Sua população, em 2005, era de 7.671 habitantes.A cidade fica a poucos kilometros das montanhas rochosas.